# Pont de Sant Antoni
El Pont de Sant Antoni és una obra de Sant Llorenç de la Muga (Alt Empordà) protegida com a Bé Cultural d'Interès Local.

## Descripció
El pont de Sant Antoni, anomenat també "pont del Grau" es troba a 2,5 km. de Sant Llorenç, aigües amunt de la Muga, en direcció a Albanyà. El nom primitiu es pont del Grau, però l'ermita de Sant Antoni, emplaçada a la vora del cap del pont, va canviar-li el nom.
El pont, aixecat aprofitant una penya calcària, té dos arcs de mig punt de molt diferent amplada. Per alçar el pilar central, de forma romboidal, es va aprofitar una penya calcària que hi ha dins del riu, la situació descentrada d'aquesta és la causa del desplaçament lateral del pont. Presenta aparell de pedres ben escairades en els arcs i base del pilar, mentre que a la resta, materials poc treballats.